# Raul Barretto
Raul Barretto (São Paulo, São Paulo, 17 de março de 1959), é um ator, palhaço, produtor cultural. É um grande incentivador das artes circenses de reconhecimento nacional e internacional, e integrante do Grupo Teatral Parlapatões, onde dedicam-se a comédia, ao circo e ao teatro de rua, trabalhando há décadas ao lado de Hugo Possolo.

## Biografia
Nascido e criado na cidade de São Paulo, Raul Barreto estudou primário e ginásio no Colégio Dante Alighieri. Iniciou sua vida acadêmica cursando engenharia civil pela Fundação Armando Alvares Penteado (FAAP, 1982), e em paralelo filosofia na Universidade de São Paulo (USP, 1983). Chegando a trabalhar na área da engenharia em empresas como: Wisling Gomes, Racional, Torremolinos e Lalco, entre os anos de 1980 até 1984, porém, Raul Barreto já sentia que não seria este o caminho, o qual realmente iria conseguir se realizar. Patrícia Mesquita, muda então a trajetória de Raul, sugerindo intuitivamente que ele fizesse um mergulho no universo do teatro e da música, traçando assim uma ponte entre Barretto e Antonio Nóbrega.

"Foi minha verdadeira universidade num curso que durou quase 7 anos e me trouxe muito conhecimento, parcerias e sobretudo, prazer."

Raul Barretto sobre sua vivência ao lado de Antonio Nóbrega.

Antonio Nóbrega, artista multidisciplinar, pesquisador das expressões culturais populares, se torna figura central na formação artística de Raul, compartilhando com ele parte de sua profunda pesquisa pela arte brasileira, e abrindo novos horizontes para o futuro ator. Sob a direção de Nóbrega destacam-se as encenações de Raul em Mateus Presepeiro, no ano de 1985, e O Alvará, em 1990. Entre os anos de 1983 e 1985 dá continuidade sua pesquisa teatral e cênica, ingressando no Circo Escola Picadeiro, sob orientação de José Wilson Moura, se propondo a um profundo mergulho no mundo do circo e da palhaçaria. Nesta nova jornada teve aulas com Klaus Vianna e outros mentores; especializou-se em malabarismo, monociclo, mímica, atirador de facas, clown, Commedia Dell’Arte, mágica e ilusionismo, entre outras práticas que o levaria a pertencer a primeira leva de artistas dedicados as artes circenses no Brasil. Em 1985 Raul decide abandonar de vez seu trabalho como engenheiro civil.

## Carreira

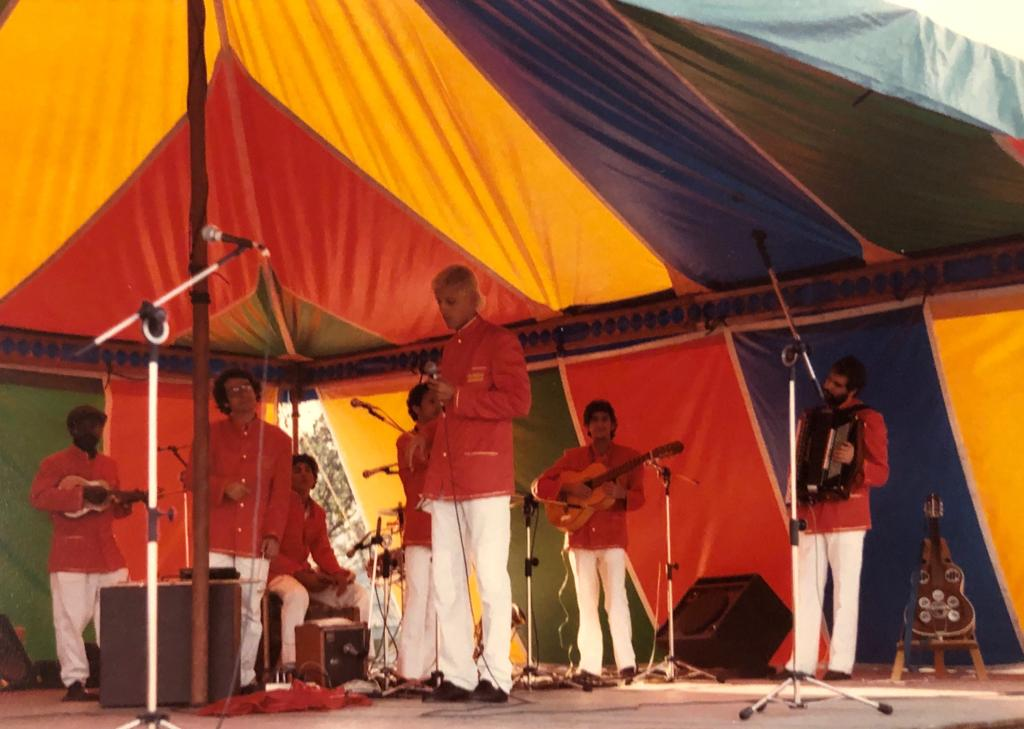
Raul Barretto na montagem Mateus Presepeiro (1985), direção de Antonio Nóbrega

Em 1985, Raul Barreto passa a integrar o Centro de Pesquisa Teatral (CPT), dirigido por Antunes Filho, e decide dedicar-se aos estudos teatrais em várias vertentes, segue com seu estudo em artes circenses, incorpora aos estudos aulas de corpo, dança, música, violão, técnicas vocais, canto e voz. No ano de 1990 ingressa no curso de especialização em Artes Circenses na École National des Arts Du Cirque, em Châlons-sur-Marne na França.
Em 1992, no Circo Escola Picadeiro, conhece Hugo Possolo, e recebe o convite para integrar a Cia. Teatral Parlapatões, incumbência que é muito bem aceita, transformando-se em morada de Raul Barreto por mais de trinta anos e de trajetória que modificaria a história da arte circense no Brasil. A dupla Possolo e Barretto, juntamente com os Parlapatões, torna-se referência no palco de rua, o ineditismo do grupo traz ao teatro de rua dramaturgias próprias carregadas de reflexões político-sociais, provocativas, que atravessam o espectador por intermédio da comicidade contemporânea e da palhaçaria, sob a premissa do papel transformador originário do riso, eminente ao coletivo. Outro destaque alusivo a trupe é a escolha de repertórios voltados para uma plateia diversa, tanto de faixa etária quanto de classe social, onde buscam diálogo franco e aberto com o público e a interação com os atores-palhaços permeia o lúdico.

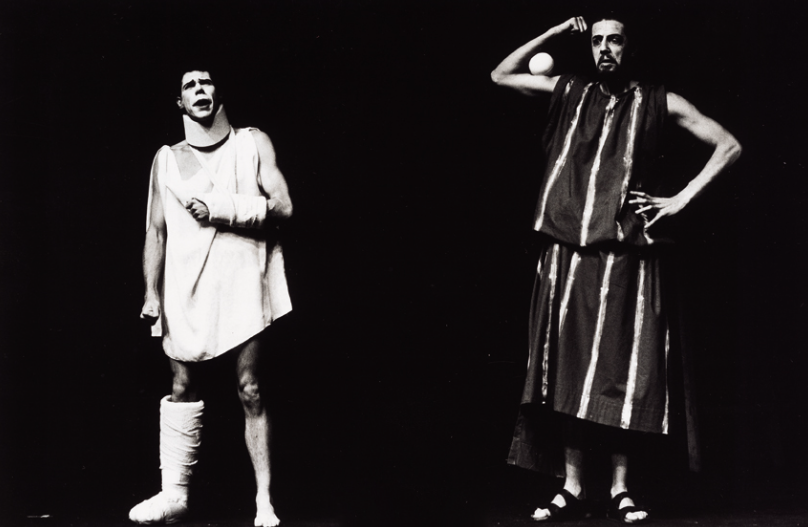
Hugo Possolo e Raul Barretto em Sardanapalo (1993)

Em 1993, Raul Barretto estreia na peça Sardanapalo, de Hugo Possolo e Parlapatões, encenando em um pequeno galpão teatral, com o intuito de levar elementos do teatro de rua e de circo para dentro da sala de espetáculo, e com esta montagem o nome da companhia é projetado nacionalmente.
Com os Parlapatões, Barreto esteve presente montagens nacionais e internacionais em suas brilhantes interpretações como em U Fabuliô (1996), Piolim (1997), PPP@WllmShkspr.br (1998), As Nuvens e/ou Um Deus Chamado Dinheiro (2003), O Bricabraque (2004), Nóis Otário[S] (2012), Até que Deus é um Ventilador de Teto (2015), A Cabeça de Yorick (2018), entre outros.

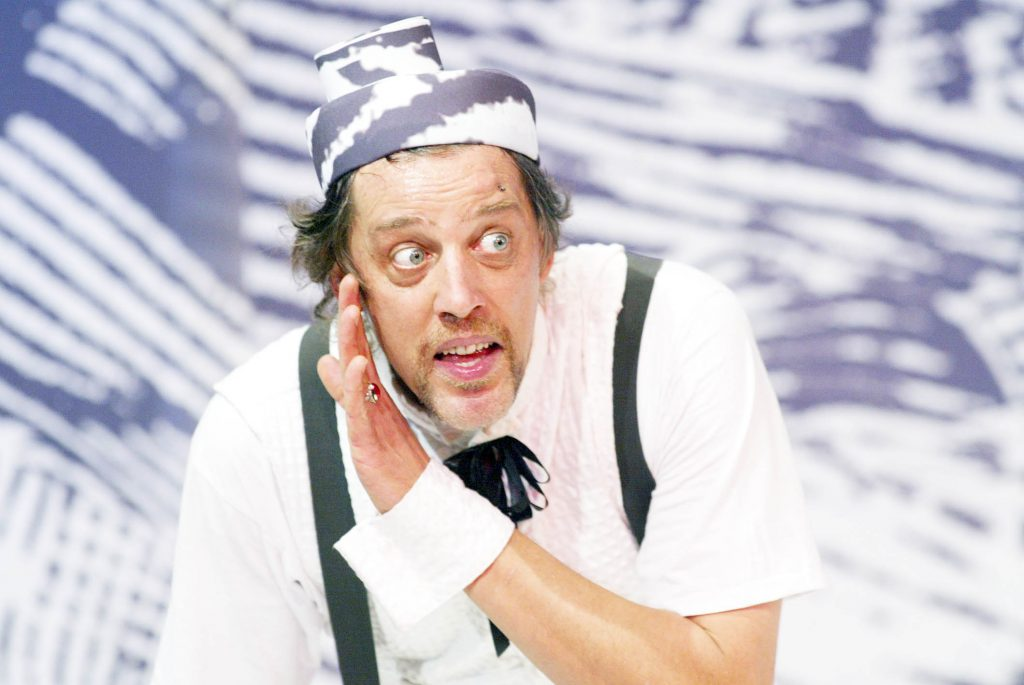
O Bricabraque (2004)

Em 2006, o grupo inaugura então sua sede oficial, sediada na Praça Franklin Roosevelt, O Espaço Parlapatões, casa que abriga montagens da trupe, de outros artistas, festivais, shows, mostras, workshops, happenings e um ponto de encontro e resistência artístico-cultural em São Paulo. O Espaço Parlapatões integrou parte do movimento de revitalização do centro histórico de São Paulo, por este trabalho Raul Barretto foi reconhecido e homenageado pelo trabalho cultural, juntamente à Hugo Possolo, Ivam Cabral e Rodolfo García Vázquez, fundadores do grupo teatral Os Satyros, com o Prêmio Cidadão SP da instituição Catraca Livre, em 2017.

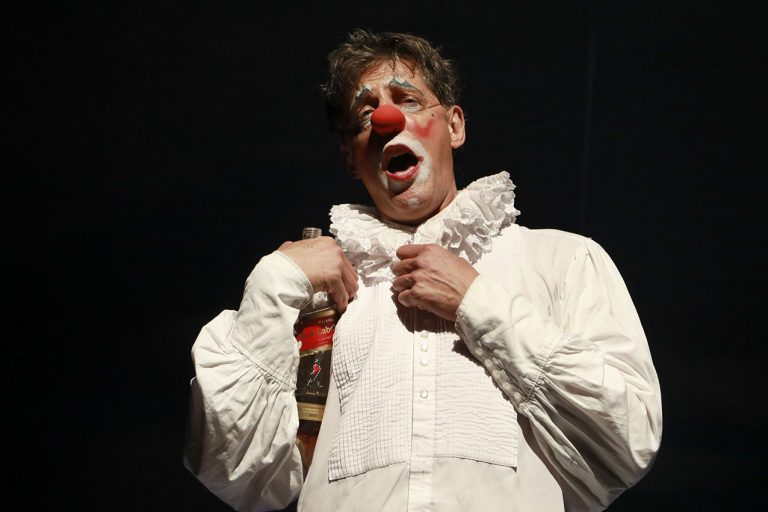
A Cabeça de Yorick (2018)

Raul Barreto dedica sua vida a atuação, e é reconhecido pela crítica por sua dedicação em prol da arte, da palhaçaria e da arte circense, tendo sido indicado e ganhado premiações das mais importantes pelo país, como Prêmio Shell, Prêmio APCA, Prêmio Aplauso Brasil, entre outros. Além do teatro, a longeva carreira de Barreto compreende títulos como os programas Revistinha (1988), Rá-Tim-Bum (1989), ambos da TV Cultura; importantes telenovelas como Meu Pedacinho de Chão (2014), I Love Paraisópolis (2015), ambas pela Rede Globo; dezenas de curta-metragem, média-metragem e longa-metragem de relevância nacional e internacional, como os filmes O Cheiro do Ralo (2006), Meu Amigo Hindu (2016) e Bingo: O Rei das Manhãs (2017). Raul, ainda, fez papéis importantes séries como nas quatro temporadas de Psi (2013 até 2018), produzida pela HBO e dirigida por Contardo Calligaris.

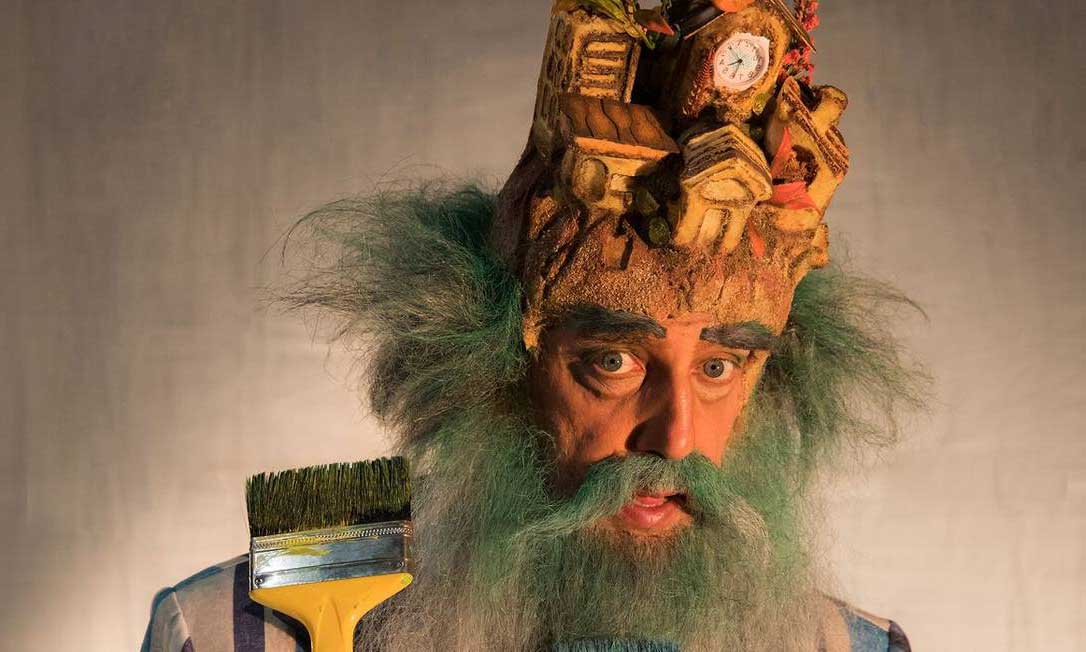
O Mundo de Hundertwasser (2018)

Em 2009, junto à grandes nomes do teatro da cidade de São Paulo, funda a Associação dos Artistas Amigos da Praça (ADAAP), Organização Social de Cultura, sem fins lucrativos, voltada para promover cultura, arte e educação, e que hoje é referência na formação de profissionais de teatro, nacional e internacionalmente. Raul Barretto acreditando que o ensino é agente de transformação social, em 2010, junto a gestão da ADAAP, e a nomes como Ivam Cabral, Rodolfo García Vázquez, Alberto Guzik, Hugo Possolo, Cléo de Páris, Guilherme Bonfanti, J.C. Serroni, Marici Salomão e Raul Teixeira, criam o sonhado projeto pedagógico SP Escola de Teatro, instituíção de ensino de valor ético, estético, criativo, inclusivo, e, que hoje ocupa o lugar de um dos mais importantes centros de formação das artes do palco na América Latina. Atualmente Raul Barreto é coordenador do curso de Humor na Instituição Educativa SP Escola de Teatro.

## Produção Bibliográfica
| Ano  | Título                                             | Gênero             | Editora                | Como                                | Natureza |
| ---- | -------------------------------------------------- | ------------------ | ---------------------- | ----------------------------------- | -------- |
| 2024 | A[L]BERTO #9                                       | Volume 9           | Selo Lucias            | Membro do Conselho Editorial        | Revista  |
| 2023 | Parlapatões: No Ato                                | História do Teatro | Edições Sesc           | Membro do Grupo Teatral Parlapatões | Livro    |
| 2015 | A[L]BERTO #8                                       | Volume 8           | SP Escola de Teatro    | Membro do Conselho Editorial        | Revista  |
| 2014 | A[L]BERTO #7                                       | Volume 7           | SP Escola de Teatro    | Membro do Conselho Editorial        | Revista  |
| 2014 | A[L]BERTO #6                                       | Volume 6           | SP Escola de Teatro    | Membro do Conselho Editorial        | Revista  |
| 2013 | A[L]BERTO #5                                       | Volume 5           | SP Escola de Teatro    | Membro do Conselho Editorial        | Revista  |
| 2013 | A[L]BERTO - Especial Dramaturgia                   | Dramaturgia        | SP Escola de Teatro    | Membro do Conselho Editorial        | Revista  |
| 2013 | A[L]BERTO #4                                       | Volume 4           | SP Escola de Teatro    | Membro do Conselho Editorial        | Revista  |
| 2012 | A[L]BERTO #3                                       | Volume 3           | SP Escola de Teatro    | Membro do Conselho Editorial        | Revista  |
| 2012 | A[L]BERTO #2                                       | Volume 2           | SP Escola de Teatro    | Membro do Conselho Editorial        | Revista  |
| 2011 | A[L]BERTO #1                                       | Volume 1           | SP Escola de Teatro    | Membro do Conselho Editorial        | Revista  |
| 2002 | Riso em Cena - Dez Anos de Estrada dos Parlapatões | História do teatro | Edições Sesc e Estampa | Membro do Grupo Teatral Parlapatões | Livro    |

## Teatro[36][37]
| Ano  | Trabalho                                              | Texto                                         | Como                    | Local                          | Realização                                                           |
| ---- | ----------------------------------------------------- | --------------------------------------------- | ----------------------- | ------------------------------ | -------------------------------------------------------------------- |
| 2024 | Decameron                                             | Giovanni Boccacio                             | Ator e Produtor         | Espaço Parlapatões             | Parlapatões e Nada de Novo Produções Artísticas                      |
| 2022 | F.E.T.O. (Estudos de Doroteia Nua Descendo a Escada)  | Gerald Thomas                                 | Ator                    | Sesc Consolação                | Sesc e PLATÔproduções                                                |
| 2018 | A Cabeça de Yorick                                    | Hugo Possolo                                  | Ator e Coordenador      | Espaço Parlapatões             | Nada de Novo Produções Artísticas                                    |
| 2018 | O Mundo de Hundertwasser                              | Raul Barretto e Helena Cerello                | Ator                    | Sesc Consolação                | Cia. Va Da Bordo                                                     |
| 2017 | Palco Giratório Sesc                                  | Coletivo                                      | Ator e Coordenador      | Sesc                           | Parlapatões                                                          |
| 2017 | Festival de Peças de Um Minuto em Montevidéu, Uruguai | Coletivo                                      | Ator e Direção          | Auditorio Nacional del Sodre   | Parlapatões                                                          |
| 2015 | Até que Deus é um Ventilador de Teto                  | Hugo Possolo                                  | Ator e Coordenador      | Sesc Pompeia                   | Parlapatões e Agentemesmo Produções Artísticas                       |
| 2015 | Os Mequetrefe                                         | Hugo Possolo                                  | Ator e Coordenador      | Espaço Parlapatões             | Parlapatões e Agentemesmo Produções Artísticas                       |
| 2014 | Auto da Redenção                                      | Romero de Andrade Lima                        | Ator                    | Espaço Brincante               | Grupo Circo Branco                                                   |
| 2013 | A Missa do Galho                                      | Hugo Possolo                                  | Diretor, Ator e Roteiro | Espaço Parlapatões             | Parlapatões                                                          |
| 2013 | O Burguês Fidalgo                                     | Molière                                       | Ator                    | Espaço Parlapatões             | Parlapatões                                                          |
| 2013 | Parlapatões Revistam Angeli                           | Hugo Possolo e Angeli                         | Ator e Coordenador      | Festival de Teatro de Curitiba | Parlapatões, Festival de Teatro de Curitiba e Itaú Cultural          |
| 2013 | Festival de Peças de Um Minuto em Lisboa, Portugal    | Coletivo                                      | Ator e Direção          | Chapitô                        | Parlapatões                                                          |
| 2012 | Nóis Otário[S]                                        | Hugo Possolo                                  | Ator                    | Espaço Parlapatões             | Parlapatões e Agentemesmo Produções Artísticas                       |
| 2012 | Carnaval do Seu Noé                                   | Paulo Rogério                                 | Ator                    | Sala São Paulo                 | TUCCA e Orquestra da Sala São Paulo                                  |
| 2011 | Circo Roda, DNA, Somos Todos Muito Iguais             | Hugo Possolo                                  | Coordenador             | Sesc Pinheiros e outros        | Núcleo Corpo Rastreado                                               |
| 2011 | Ridículos, Ainda e Sempre                             | Daniil Kharms                                 | Ator                    | Espaço Parlapatões             | Parlapatões / Agentemesmo Produções Artísticas                       |
| 2011 | Guerra, Lume e Paz                                    | Romero de Andrade Lima                        | Ator                    | Sesc                           | Grupo Circo Branco                                                   |
| 2010 | Parapapá! Circo Musical                               | Hugo Possolo                                  | Ator                    | Memorial da América Latina     | Parlapatões, Patifes & Paspalhões, da Cooperativa Paulista de Teatro |
| 2010 | O Predador Entra na Sala                              | Marcelo Rubens Paiva                          | Ator                    | Espaço Parlapatões             | Parlapatões, Patifes & Paspalhões, da Cooperativa Paulista de Teatro |
| 2009 | O Papa e a Bruxa                                      | Dario Fo                                      | Ator                    | Espaço Parlapatões             | Parlapatões, Patifes & Paspalhões, da Cooperativa Paulista de Teatro |
| 2009 | São Paulo Fashion Clown                               | Hugo Possolo                                  | Ator e Coordenador      | Satyrianas                     | Parlapatões, Patifes & Paspalhões, da Cooperativa Paulista de Teatro |
| 2008 | A Vaca de Nariz Sutil                                 | Campos de Carvalho                            | Coordenação             | Espaço Parlapatões             | Parlapatões                                                          |
| 2008 | Bolinha e Bolão                                       | Hugo Possolo                                  | Coordenação             | Teatro Folha                   | Parlapatões                                                          |
| 2008 | Oceano                                                | Coletivo                                      | Coordenação             | Memorial da América Latina     | Parlapatões, Circo Roda e Pia Fraus                                  |
| 2007 | Clássicos do Circo                                    | Hugo Possolo                                  | Ator e Coodenação       | Espaço Parlapatões             | Parlapatões, Patifes & Paspalhões, da Cooperativa Paulista de Teatro |
| 2007 | Festival de Peças de Um Minuto                        | Raul Barretto e Hugo Possolo                  | Ator e Coodenação       | Sesc São Caetano               | Parlapatões e Cia. da Tribo                                          |
| 2007 | O Pior de São Paulo                                   | Leo Bassi                                     | Coordenaçâo             | Cidade de São Paulo            | Parlapatões, Patifes & Paspalhões, da Cooperativa Paulista de Teatro |
| 2006 | Revistando 2005                                       | Isser Korik                                   | Ator                    | Teatro Folha                   | Teatro Folha                                                         |
| 2006 | Hércules                                              | Hugo Possolo                                  | Ator e Coordenação      | Festival de Teatro de Curitiba | Sesc, Parlapatões e Pia Fraus                                        |
| 2006 | Proibido para Menores                                 | Hugo Possolo                                  | Ator e Coordenação      | Espaço Parlapatões             | Parlapatões, Patifes & Paspalhões, da Cooperativa Paulista de Teatro |
| 2006 | Stapafúrdyo                                           | Hugo Possolo                                  | Ator e Coordenação      | Memorial da América Latina     | Parlapatões e Pia Fraus                                              |
| 2005 | Nunca Se Sábado                                       | Isser Korik                                   | Ator                    | Teatro Folha                   | Teatro Folha                                                         |
| 2005 | Farsa Quixotesca                                      | Miguel de Cervantes e Hugo Possolo            | Ator                    | Teatro Popular do SESI         | Parlapatões e Pia Fraus                                              |
| 2005 | Eu e Meu Guarda-Chuva                                 | Hugo Possolo e Branco Mello                   | Ator                    | Espaço Parlapatões             | Parlapatões                                                          |
| 2004 | O Auto dos Palhaços Baixos                            | Hugo Possolo                                  | Ator e Cooderanção      | Centro Cultura Banco do Brasil | Parlapatões, Patifes & Paspalhões, da Cooperativa Paulista de Teatro |
| 2004 | O Bricabraque                                         | Hugo Possolo                                  | Ator e Cooderanção      | Teatro Cultura Inglesa         | Parlapatões, Patifes & Paspalhões, da Cooperativa Paulista de Teatro |
| 2004 | Os Reis do Riso                                       | Coletivo                                      | Ator e Cooderanção      | Teatro Sérgio Cardoso          | Secretaria de Cultura do Estado de São Paulo                         |
| 2003 | As Nuvens e/ou um Deus chamado Dinheiro               | Aristófanes                                   | Ator                    | Festival de Teatro de Curitiba | Secretaria de Cultura do Estado de São Paulo                         |
| 2001 | Mix Parlapatões                                       | Hugo Possolo e Raul Barretto                  | Ator e Roteiro          | Espaço Parlapatões             | Parlapatões, Patifes & Paspalhões, da Cooperativa Paulista de Teatro |
| 2001 | Pantagruel                                            | François Rabelais, Hugo Possolo e Mário Viana | Ator e Coordenação      | Sesc Anchieta                  | Parlapatões, Patifes & Paspalhões, da Cooperativa Paulista de Teatro |
| 2000 | Um Chopes, Dois Pastel e uma Porção de Bobagem        | Mário Viana                                   | Ator e Coordenação      | TBC                            | Parlapatões, Patifes & Paspalhões, da Cooperativa Paulista de Teatro |
| 1999 | Água Fora da Bacia                                    | Avelino Alves                                 | Ator                    | TBC                            | Parlapatões, Patifes & Paspalhões, da Cooperativa Paulista de Teatro |
| 1999 | Mistérios Gulosos                                     | Mário Viana                                   | Ator e Coordenação      | TBC                            | Parlapatões, Patifes & Paspalhões, da Cooperativa Paulista de Teatro |
| 1999 | Os Mané                                               | Hugo Possolo                                  | Ator                    | TBC                            | Parlapatões, Patifes & Paspalhões, da Cooperativa Paulista de Teatro |
| 1999 | Poemas Fesceninos                                     | Hugo Possolo                                  | Ator e Coordenação      | TBC                            | Parlapatões, Patifes & Paspalhões, da Cooperativa Paulista de Teatro |
| 1998 | De Cá Prá Lá, De Lá Prá Cá                            | Alexandre Roit                                | Ator                    | Centro Cultural São Paulo      | Projeto Coca-Cola de Teatro Jovem                                    |
| 1998 | Não Escrevi Isso                                      | Hugo Possolo                                  | Atore Coordenação       | Sesc Pompéia                   | Parlapatões, Patifes & Paspalhões, da Cooperativa Paulista de Teatro |
| 1998 | PPP@WllmShkspr.br                                     | Jess Borgeson, Adam Long e Daniel Singer      | Ator                    | Festival de Teatro de Curitiba | Parlapatões, Patifes & Paspalhões, da Cooperativa Paulista de Teatro |
| 1997 | Piolim                                                | Perito Monteiro                               | Ator e Coordenação      | Festival de Teatro de Curitiba | Parlapatões, Patifes & Paspalhões, da Cooperativa Paulista de Teatro |
| 1996 | O Mambembe                                            | Artur Azevedo                                 | Ator                    | Teatro do SESI                 | SESI                                                                 |
| 1996 | U Fabuliô                                             | Hugo Possolo                                  | Ator e Coordenação      | Jornada Sesc                   | Parlapatões, Patifes & Paspalhões, da Cooperativa Paulista de Teatro |
| 1996 | Auto da Paixão                                        | Romero de Andrade Lima                        | Ator                    | Festival de Avignon, França    | Romero de Andrade Lima e equipe                                      |
| 1995 | A Comédia do Coração                                  | Paulo Gonçalves                               | Ator                    | Sesc                           | Jornada Sesc                                                         |
| 1995 | Zèroi                                                 | Hugo Possolo                                  | Ator e Coordenação      | Parque da Independência        | Parlapatões, Patifes & Paspalhões, da Cooperativa Paulista de Teatro |
| 1994 | No Tempo das Apoteoses                                | Vic Militello                                 | Ator                    | Jornada Sesc                   | Grupo Circo Branco                                                   |
| 1994 | Os Monstros Também Choram                             | Vic Militello                                 | Ator                    | Jornada Sesc                   | Grupo Circo Branco                                                   |
| 1994 | As Suplicantes                                        | Esquilo                                       | Ator                    | Jornada Sesc                   | Grupo Circo Branco                                                   |
| 1994 | Auto da Redenção                                      | Romero de Andrade Lima                        | Ator                    | Espaço Brincarte               | Grupo Circo Branco                                                   |
| 1993 | Dindinho do Coração da Mamãe                          | Ilder Miranda Costa                           | Ator                    | Cia. São Paulo-Brasil          | Cia. São Paulo-Brasil                                                |
| 1993 | Teatro de Terror                                      | Vic Militello                                 | Ator                    | Teatro Procópio Ferreira       | Vic Militello e sua Trupe                                            |
| 1993 | Sardanapalo                                           | Hugo Possolo                                  | Ator e Coordenação      | Teatro Paulista                | Parlapatões, Patifes & Paspalhões, da Cooperativa Paulista de Teatro |
| 1993 | Chapeuzinho Adormecida No País das Maravilhas         | Flávio de Souza                               | Ator                    | Teatro Tuca                    | Mira Haar                                                            |
| 1993 | As Suplicantes De Esquilo                             | Romero de Andrade Lima                        | Ator                    | São Paulo                      | Grupo Circo Branco                                                   |
| 1992 | As Mil e Uma Noites                                   | Karen Aciolly                                 | Ator                    | São Paulo                      | Karen Aciolly                                                        |
| 1992 | Quem Casa Quer Casa                                   | Martins Pena                                  | Ator                    | Centro Cultural São Paulo      | Elfo Produções Artísticas                                            |
| 1991 | Luz, Calma e Volúpia                                  | Ivaldo Bertazzo                               | Ator                    | São Paulo                      | Ivaldo Bertazzo                                                      |
| 1991 | O Jardim Fechado                                      | Romero de Andrade Lima                        | Ator                    | São Paulo                      | Romero de Andrade Lima                                               |
| 1990 | O Alvará                                              | Antônio Nóbrega                               | Ator                    | São Paulo                      | Antônio Nóbrega                                                      |
| 1989 | O Homem Rato                                          | Toninho Neto                                  | Ator                    | Aeroanta                       | Aeroanta                                                             |
| 1989 | A Língua da Montanha                                  | Harold Pinter                                 | Ator                    | Sesc Pompéia                   | Sesc                                                                 |
| 1988 | Vira e Mexe                                           | Ney Piacentini                                | Ator                    | Teatro do Bixiga               | Ney Piacentini                                                       |
| 1987 | O Homem e o Cavalo                                    | Oswald de Andrade                             | Leitura Dramática       | Projeto Balanço Geral          | José Celso Martinez                                                  |
| 1985 | O Tartufo                                             | José Possi                                    | Ator                    | Teatro Paulo Autran            | Paulo Autran                                                         |
| 1985 | Mateus Presepeiro                                     | Antônio Nóbrega                               | Ator                    | São Paulo                      | Antônio Nóbrega                                                      |
| 1985 | Frankenstein                                          | Mary Shelley                                  | Ator                    | São Paulo                      | Cissa Carvalho e Ricardo Hoflin                                      |
| 1983 | O Dragão                                              | Eugène Schwars                                | Ator                    | Sesc Pompeia                   | Manhas & Manias                                                      |

## Audiovisual
| Ano  | Trabalho                                      | Personagem                          | Natureza          | Realização                                                      | Direção e Roteiro                                                   |
| ---- | --------------------------------------------- | ----------------------------------- | ----------------- | --------------------------------------------------------------- | ------------------------------------------------------------------- |
| 2023 | Chuva Negra                                   | Moacyr                              | Série             | Canal Brasil                                                    | Rafael Primot                                                       |
| 2019 | Os Roni                                       | Da Silva                            | Série             | Multishow                                                       | Chico Amorim                                                        |
| 2019 | Feras                                         | Dr. Jamal Khoury Macedo             | Série             | MTV                                                             | Teodoro Poppovic e Felipe Sant'Angelo                               |
| 2018 | Escola de Gênios                              | Ator                                | Telenovela        | Gloob                                                           | Marcelo Cordeiro                                                    |
| 2018 | Psi (Quarta Temporada)                        | Severino                            | Série             | HBO                                                             | Contardo Calligaris                                                 |
| 2018 | Coração de Leão                               | Ator                                | Longa-metragem    | São Paulo                                                       | Alê Machado                                                         |
| 2017 | Psi (Terceira Temporada)                      | Severino                            | Série             | HBO                                                             | Contardo Calligaris                                                 |
| 2017 | A Comédia Divina                              | Adúltero                            | Longa-metragem    | Globo Filmes, Aurora Filmes e Olhar Imaginário                  | Toni Venturi                                                        |
| 2017 | Eu, Ela e um Milhão de Seguidores             | Hélio                               | Série             | Multishow                                                       | Calvito Leal e Duda Vaisman                                         |
| 2017 | Bingo: O Rei das Manhãs                       | Dono do Circo                       | Longa-metragem    | Warner Bros                                                     | Daniel Rezende                                                      |
| 2017 | Gosto Se Discute                              | Limpador de Fossa                   | Longa-metragem    | Imagem Filmes                                                   | André Pellenz                                                       |
| 2016 | A Lei do Amor                                 | Ator                                | Telenovela        | Rede Globo                                                      | Maria Adelaide Amaral e Denise Sarraceni                            |
| 2016 | Meu Amigo Hindu                               | Ator                                | Longa-metragem    | Europa Filmes                                                   | Hector Babenco                                                      |
| 2015 | I Love Paraisópolis                           | Elias Beverraj-Crítico Gastronomico | Telenovela        | Rede Globo                                                      | Aristides Nogueira e Carlos Araújo                                  |
| 2015 | Psi (Segunda Temporada)                       | Severino                            | Série             | HBO                                                             | Contardo Calligaris                                                 |
| 2014 | Lascados                                      | Policial                            | Longa-metragem    | Santa Rita Filmes                                               | Vitor Mafra, Emílio Boechat e Marília Toledo                        |
| 2014 | Meu Pedacinho de Chão                         | Izidoro                             | Telenovela        | Rede Globo                                                      | Luiz Fernado Carvalho                                               |
| 2013 | Psi (Primeira Temporada)                      | Severino                            | Série             | HBO                                                             | Contardo Calligaris,Tata Amaral, Rodrigo Meirelles e Max Calligaris |
| 2011 | O Homem do Futuro                             | Professor do Zero                   | Longa-metragem    | Paramount                                                       | Cláudio Torres                                                      |
| 2010 | Eu e Meu Guarda-Chuva                         | Vigia                               | Longa-metragem    | 20th Century Fox                                                | Toni Vanzolini                                                      |
| 2006 | O Cheiro do Ralo                              | Ator                                | Longa-metragem    | Branca Filmes, Geração Conteúdo e Tristero Filmes               | Heitor Dhalia                                                       |
| 2005 | Quanto Vale ou é por Quilo?                   | Guru                                | Longa-metragem    | Europa Filmes                                                   | Sérgio Bianchi                                                      |
| 2005 | Eliana em O Segredo dos Golfinhos             | Garçom 1                            | Longa-metragem    | 20th Century Fox                                                | Eliana Fonseca                                                      |
| 2003 | Desmundo                                      | Abusador                            | Longa-metragem    | Columbia Pictures                                               | Alain Fresnot                                                       |
| 2001 | Sandy & Júnior (T3E17 - Diz-me em Quem Votas) | Professor Verdejante Amazon         | Episódio de Série | Rede Globo                                                      | Adriana Avellar, Sarah Lavigne e Thiago Marinho                     |
| 2001 | Movix                                         | Apresentador                        | Programa          | TV Cultura                                                      | Maria Martinez                                                      |
| 2000 | De Cara Limpa                                 | Kives                               | Longa-metragem    | Paris Filmes                                                    | Sérgio Daniel Lerner                                                |
| 2000 | São e Salvos!                                 | Nick                                | Série             | TV Cultura                                                      | Nélio Abbade e Renata Neves                                         |
| 1999 | O Negócio                                     | Ator                                | Curta-metragem    | Diego De Otero                                                  | Diego De Otero                                                      |
| 1999 | A Hora Mágica                                 | Múmia                               | Longa-metragem    | Riofilme                                                        | Guilherme de Almeida Prado                                          |
| 1999 | Retrato Falado                                | Ator                                | Quadro            | Rede Globo                                                      | Luiz Villaça                                                        |
| 1997 | Loura Incendiária                             | Ator                                | Longa-metragem    | Mauro Lima                                                      | Mauro Lima                                                          |
| 1997 | Cine Jornal                                   | Ator                                | Curta-Metragem    | Prêmio Estímulo da Secretaria da Cultura do Estado de São Paulo | Hamilton Zini Junior                                                |
| 1997 | Uma Janela Para o Céu                         | Ator                                | Minissérie        | Record                                                          | Luiz Antônio Piá e Regis Faria                                      |
| 1996 | Lembranças do Futuro                          | Ator                                | Curta-Metragem    | Flávio de Souza                                                 | Flávio de Souza                                                     |
| 1993 | A Justiça dos Homens                          | Cabeleireiro                        | Série             | SBT                                                             | Nilton Travesso                                                     |
| 1993 | 1999                                          | Ator                                | Curta-metragem    | Toni Venturi                                                    | Toni Venturi                                                        |
| 1993 | Impala 60                                     | Ator                                | Longa-metragem    | Mauro Lima                                                      | Mauro Lima                                                          |
| 1993 | Camelô!                                       | Ator                                | Longa-metragem    | -                                                               | -                                                                   |
| 1992 | Uma Noite com Oswald                          | Cactus                              | Média-metragem    | Orion Cinema                                                    | Inácio Zatz                                                         |
| 1992 | Oswaldianas (Episódio: A Princesa Radar)      | Membro de Tribo                     | Curta-Metragem    | Roberto Moreira                                                 | Roberto Moreira                                                     |
| 1991 | Mundo da Lua (Episódio: A Pensão do Tio Dudu) | Comprador                           | Série             | TV Cultura                                                      | Flávio de Souza                                                     |
| 1991 | Sua Excelência, O Candidato                   | Ator                                | Longa-metragem    | Ricardo Pinto e Silva                                           | Ricardo Pinto e Silva                                               |
| 1991 | O Corpo                                       | Ator                                | Longa-metragem    | Embrafilme e Paris Filmes                                       | José Antonio Garcia                                                 |
| 1991 | O Túnel                                       | Ator                                | Curta-metragem    | Non Plus Ultra                                                  | Ricardo Espósito                                                    |
| 1990 | Tietê - Memória 2000                          | Ator                                | Vídeo             | TV Cultura                                                      | Regina Ramoska                                                      |
| 1989 | O Brinco                                      | Ator                                | Curta-metragem    | Flávia Moraes                                                   | Luis Fernando Verissimo e Flávia Moraes                             |
| 1989 | Rá-Tim-Bum                                    | Papai Teodoro                       | Programa Infantil | TV Cultura                                                      | Fernando Meirelles e Flávio de Souza                                |
| 1989 | A Paixão segundo Bruce                        | Coringa                             | Vídeo             | Luiz Duva                                                       | Luiz Duva                                                           |
| 1989 | Sampa                                         | Garçom                              | Minissérie        | Rede Globo                                                      | Gianfrancesco Guarnieri                                             |
| 1988 | Esconde-Esconde                               | Hélio                               | Curta-metragem    | Eliana Fonseca                                                  | Eliana Fonseca                                                      |
| 1988 | O Mistério de Odoreto                         | Ator                                | Mini-novela       | TV Cultura                                                      | Eliana Lima e Flávio de Souza                                       |
| 1988 | 20 Minutos                                    | Moço Drink e Piloto da Neve         | Curta-metragem    | Swamp, Vertigo e Beca                                           | Michael Ruman                                                       |
| 1988 | Revistinha                                    | Apresentador                        | Programa          | TV Cultura                                                      | TV Cultura                                                          |
| 1987 | A Mulher Fatal Encontra O Homem Ideal         | Ator                                | Curta-metragem    | Carla Camurati                                                  | Carla Camurati                                                      |
| 1987 | Capitão Bandeira                              | Ator                                | Video             | Equador Produções                                               | Carlos Ebert e Rafic Farah                                          |

## Prêmios e Indicações
| Ano  | Premiação                                   | Instituíção                                                              | Categoria                                                      | Trabalho                                      | Resultado |
| ---- | ------------------------------------------- | ------------------------------------------------------------------------ | -------------------------------------------------------------- | --------------------------------------------- | --------- |
| 2019 | Prêmio Aplauso Brasil                       | Prêmio Aplauso Brasil                                                    | Melhor espetáculo para público jovem e infantil                | O Mundo de Hundertwasser                      | Venceu    |
| 2019 | Prêmio APCA                                 | Associação Paulista de Críticos de Arte                                  | Grande Prêmio da Crítica                                       | O Mundo de Hundertwasser                      | Indicado  |
| 2018 | 10 Melhores Espetáculos de Teatro           | Folha de S.Paulo                                                         | 10 Melhores Espetáculos de Teatro de 2018                      | O Mundo de Hundertwasser                      | Venceu    |
| 2017 | Prêmio Cidadão SP                           | Catraca Livre                                                            | Recuperação Cultural e Urbanística da Praça Franklin Roosevelt | Trabalho Cultural                             | Venceu    |
| 2017 | Prêmio Shell                                | Shell                                                                    | Inovação                                                       | SP Escola de Teatro                           | Venceu    |
| 2010 | O Prêmio FEMSA de Teatro Infantil e Jovem   | Coca-Cola FEMSA                                                          | Melhor Espetáculo Infantil                                     | Parapapá! Circo Musical com Parlapatões       | Indicado  |
| 2010 | O Prêmio FEMSA de Teatro Infantil e Jovem   | Coca-Cola FEMSA                                                          | Melhor Ator                                                    | Parapapá! Circo Musical com Parlapatões       | Indicado  |
| 2010 | O Prêmio FEMSA de Teatro Infantil e Jovem   | Coca-Cola FEMSA                                                          | Melhor Produção                                                | Parapapá! Circo Musical com Parlapatões       | Indicado  |
| 1997 | Prêmio APCA                                 | Associação Paulista de Críticos de Arte                                  | Grande Prêmio da Crítica em Teatro Infantil                    | Vamos Comer o Piolim                          | Venceu    |
| 1993 | Prêmio APETESP                              | Associação dos Produtores de Espetáculos Teatrais do Estado de São Paulo | Melhor Ator                                                    | Chapeuzinho Adormecida No País Das Maravilhas | Indicado  |
| 1992 | Prêmio APETESP                              | Associação dos Produtores de Espetáculos Teatrais do Estado de São Paulo | Melhor Ator                                                    | As Mil e Uma Noites                           | Indicado  |
| 1992 | Guarnicê de Cine e Vídeo                    | Juri Popular                                                             | Melhor Filme                                                   | Esconde-Esconde                               | Venceu    |
| 1990 | Prêmio Festival Internacional de Oberhausen | Cidade de Oberhausen                                                     | Prêmio Especial                                                | Esconde-Esconde                               | Venceu    |
| 1983 | Prêmio APETESP                              | Associação dos Produtores de Espetáculos Teatrais do Estado de São Paulo | Melhor Ator                                                    | O Dragão                                      | Indicado  |